# Le déserteur

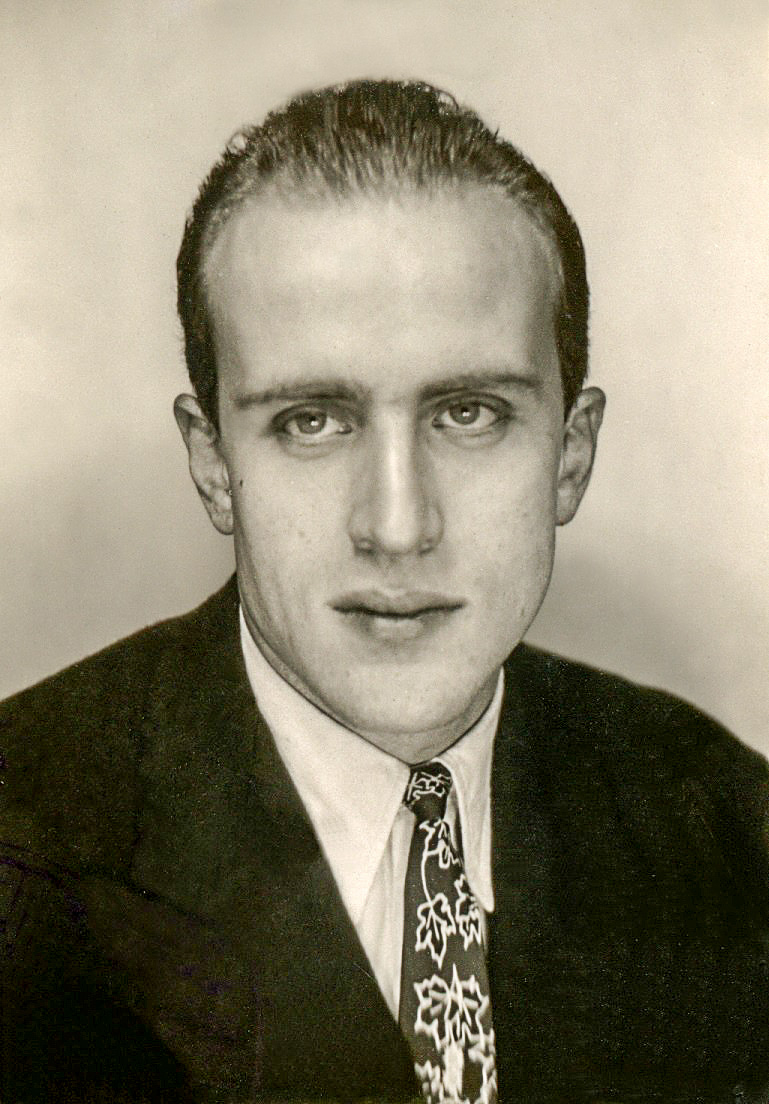
Der Schriftsteller und Musiker Boris Vian war ein engagierter Kritiker der französischen Kolonialkriege der 1950er Jahre. Wegen der in Le Déserteur geäußerten heftigen Kritik wurde französischen Radiostationen die Ausstrahlung verboten.

Le déserteur ist ein Chanson, das von dem französischen Schriftsteller Boris Vian im Februar 1954 geschrieben wurde, die Melodie stammt von Harold Berg. Neben Boris Vian selbst haben zahlreiche Künstler dieses Lied gesungen, darunter Marcel Mouloudji, Serge Reggiani, Richard Anthony, Dan Bigras, Leny Escudero, Dédé Fortin, Esther Ofarim und Joan Baez. Übertragungen ins Deutsche gibt es von Gerd Semmer (gesungen unter anderem von Dieter Süverkrüp), Hans Diebstahler, Erich Aurich (gesungen unter anderem von Zupfgeigenhansel) und Wolf Biermann, der mit seiner Version von 1983 (auf dem Album Im Hamburger Federbett) Jahresbester der Liederbestenliste wurde. Franz Hohler veröffentlichte 1973 mit Der Dienschtverweigerer (auf dem Album I glaub jetz hock i ab) eine Übertragung ins Schweizerdeutsche.
Als das Lied zum ersten Mal im Radio gespielt wurde, war Paul Faber, ein Mitglied des Rates des Départements Seine, so schockiert über den Text des Liedes, dass er dessen Zensur verlangte. Als Antwort darauf verfasste Boris Vian den berühmten offenen Brief Lettre ouverte à Monsieur Faber. Die Ausstrahlung des Liedes durch Radiostationen blieb bis zum Ende des Algerienkrieges 1962 verboten.

## Form
Der Text des Chansons Der Deserteur besteht aus 12 Strophen aus jeweils 4 Versen mit umarmenden Reimen. Die insgesamt 22 Reime bestehen aus 6 sog. armen Reimen (rime pauvre), das bedeutet, die letzten beiden betonten Laute zweier Zeilen haben einen (nasalen) Vokal als gemeinsames Phonem:
président – temps.
Darüber hinaus gibt es 14 rimes suffisantes (ausreichende Reime), hier reimen sich nicht nur die Vokale, sondern auch die jeweils darauf folgenden Konsonanten:
recevoir – soir.
Selten werden in der französischen Lyrik sog. reiche Reime benutzt (rimes riches), mindestens ein Konsonant und der darauf folgende Vokal sind gleich:
ensemble – ressemble.
Der erste und der letzte Vers einer Strophe bestehen aus sechs Versfüßen und enden mit einem maskulinen Reim. Dagegen steht am Ende der inneren beiden Verse mit je sieben Versfüßen ein femininer Reim.
Auffällig an der Melodie des Chansons ist, dass sie zwar einige sich wiederholende Elemente enthält, aber keinen Refrain im eigentlichen Sinne hat. Der heitere Rhythmus, der bisweilen der Marschmusik von Soldaten ähnelt, steht im krassen Gegensatz zum Inhalt des Gedichts.

## Inhalt
Ein Soldat richtet in einem Brief an den Herrn Präsidenten (historisch René Coty) ein teils polemisches, teils familienhistorisches, teils dialektisch-kritisches Argument für das geplante Nichtbefolgen eines militärischen Einberufungsbefehls. Er baut so eine gewisse Spannung auf. Sie entlädt sich, indem er auch andere auffordert, seinem Beispiel zu folgen. Vian verteidigte sich zu Lebzeiten gegen die Bezeichnung des Liedes als Protestlied.

„Ich habe kein antimilitaristisches Lied verfasst, es handelt sich lediglich um ein für Zivilpersonen bestimmtes Lied.“

In einer frühen Version fehlte der pazifistische Charakter, den er auf Anregung von Mouloudji hin einbrachte und mit ihm zusammen hauptsächlich die letzte Strophe änderte, in der zunächst von der erfolgten Schießausbildung des Sprechers die Rede war. Auftritte von Vian und anderen Interpreten wurden vielfach von Nationalisten gestört oder untergraben. Infolge der verstärkten Popularität der nationalistisch-populistischen Union zur Verteidigung der Kaufleute und Handwerker von Pierre Poujade, die 1956 ins Parlament einzog und in der u. a. der junge Jean-Marie Le Pen Mitglied war, verschärften sich die Reibungen und führten zu mehreren Eklats und schließlich auch zur Zensur durch die französischen Behörden. Zuvor wurde das Lied in der internationalen Presse diskutiert und am 27. August 1955 im belgischen Fernsehen ausgestrahlt.

## Kontext
Der Deserteur ist dem Genre poésie engagée bzw. chanson engagée zuzuordnen. Diese Chansons lösten zahlreiche gewaltlose bzw. antimilitaristische Bewegungen in der französischen Bevölkerung aus, die noch nicht die Gräuel des Zweiten Weltkriegs vergessen hatte. Der Deserteur wurde am 7. Mai 1954 veröffentlicht, als Frankreich während des Indochinakrieges in der Schlacht um Điện Biên Phủ eine vernichtende Niederlage erlitten hatte, womit die französische Kolonialherrschaft in Südostasien beendet wurde. Da zur selben Zeit der Algerienkrieg gerade begonnen hatte, wurde dieses Chanson zum Protestlied einer ganzen Generation.
In der Bundesrepublik Deutschland wurde das Lied in den 1960er Jahren bekannt im Rahmen der Debatten über die Wehrpflicht und organisierten Ostermärschen durch pazifistische und antimilitaristische Gruppen. Die „Kampagne gegen die Wehrpflicht“ setzte das Lied noch 1990 bei ihren Aktionen ein.
Einige Jahre später wurde das Chanson auch über die europäischen Grenzen hinaus bekannt und erhielt in den USA im Rahmen der Proteste gegen den Vietnamkrieg neuen Aufschwung.